# Trichiosoma vitellina
Trichiosoma vitellina är en stekelart som först beskrevs av Carl von Linné 1760.  Trichiosoma vitellina ingår i släktet Trichiosoma, och familjen klubbhornsteklar. Arten är reproducerande i Sverige.

## Bildgalleri

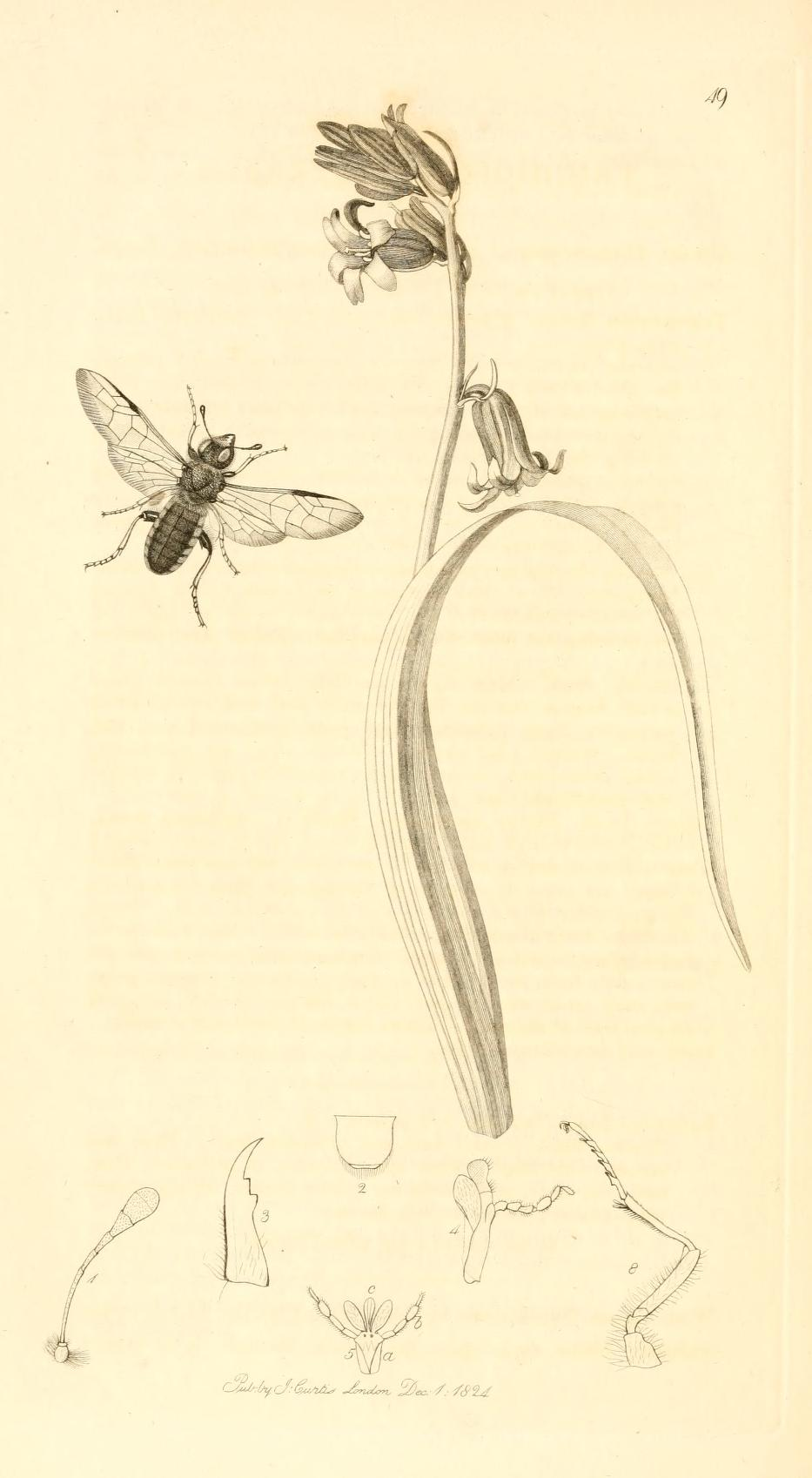
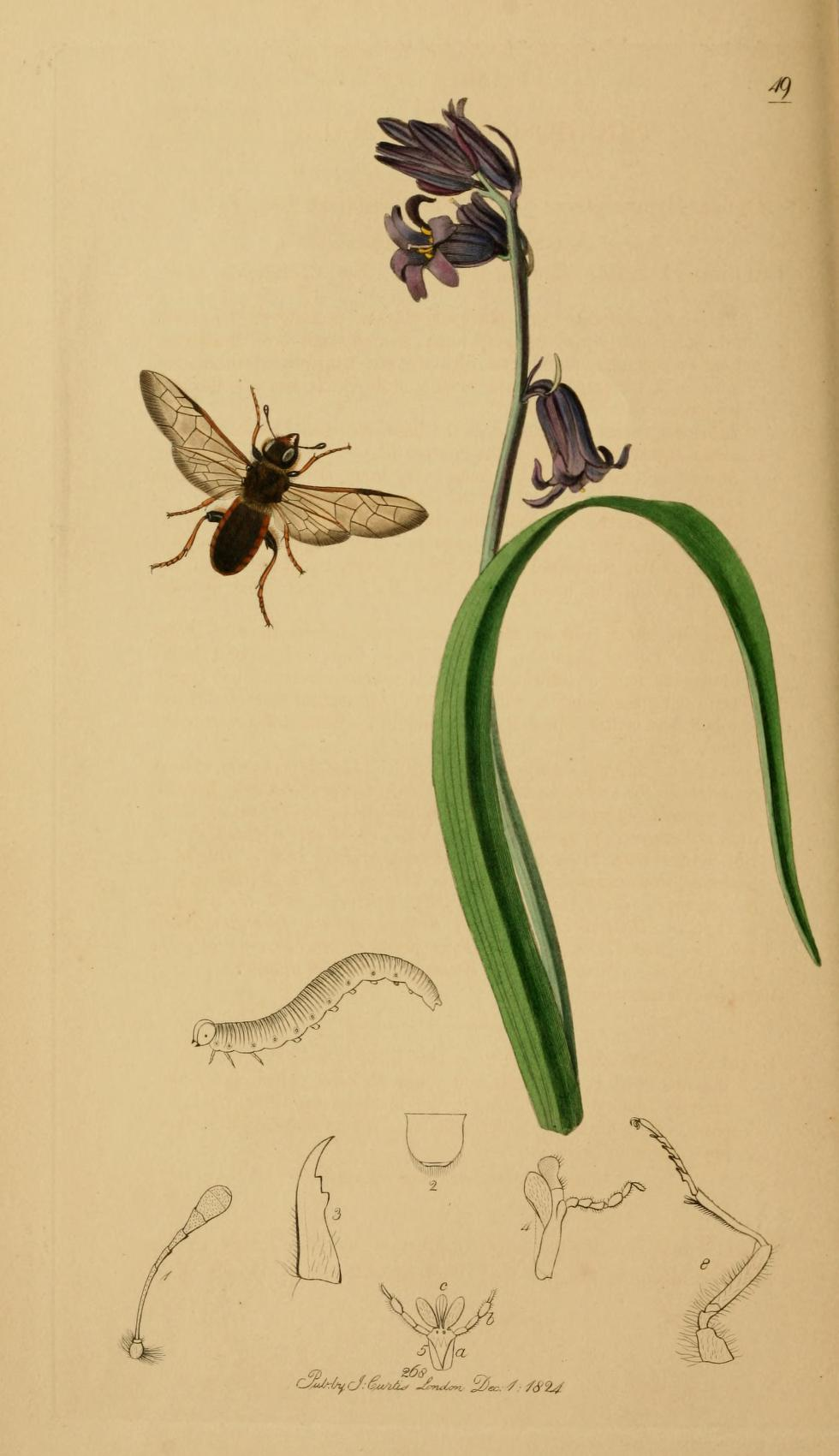